# Charles-François Dumonchau
Charles-François Dumonchau (Estrasburg, 11 d'abril de 1775 - Lió, 21 de desembre de 1820) fou un pianista i compositor francès.
Va rebre del seu pare les primeres lliçons de música i estudià el piano amb Baumeyer, fent ràpids progressos degut a les seves aptituds poc comunes. Durant la Revolució francesa passà a París, sent empleat en l'administració de queviures per a l'exèrcit, travà amistat amb Kreutzer i entrà en el Conservatori, que deixa aviat per estudiar sota la direcció de Woeffi.
El 1805 estrenà en la Porte Saint-Martin una òpera còmica, L'officier cosaque, que aconseguí un bon èxit. Després passà a la seva ciutat nadiua Estrasburg, on dirigí durant un temps l'orquestra on s'executaven òperes, sent substituït per Jean-Baptiste Michelot i ell passà a Lió (1809).
Deixà escrites 33 sonates per a piano, 24 per a piano, violí i flauta, i altres composicions de menor importància.